# Боски (Тревизо)
Боски (итал. Boschi) је насеље у Италији у округу Тревизо, региону Венето.
Према процени из 2011. у насељу је живело 66 становника. Насеље се налази на надморској висини од 186 м.